# ساموئل بل
ساموئل بل (به انگلیسی: Samuel Bell) سناتور سابق عضو حزب دموکرات ایالات متحده آمریکا بود. وی در سال ۱۸۲۳ تا ۱۸۲۴ و ۱۸۲۴ تا ۱۸۳۵ میلادی سناتور ایالت نیوهمپشایر در سنای ایالات متحده آمریکا بود.